# Claudecir Aparecido de Aguiar
Claudecir Aparecido de Aguiar (15 oktober 1975) is een voormalig Braziliaans voetballer.